# 夢喰い探偵—宇都宮アイリの帰還—
『夢喰い探偵―宇都宮アイリの帰還―』（ゆめくいたんてい うつのみやアイリのきかん）は義元ゆういちによるミステリ漫画。『少年マガジンR』2015年1号（月刊少年マガジン2015年5月号増刊）から2016年5号まで連載された。高校生の男女を主人公とし、彼らの周囲で起こる様々な事件を一話完結で描く。なお、義元ゆういちは本作が連載デビュー作となる。

## 登場人物

### 並木街道高校
宇都宮アイリ（うつのみやあいり）
本作における探偵役。幼少時から病弱であり入院期間が長く、当時からミステリ小説を読み漁っていた。病院で出会った国谷一力と「名探偵になろう」と約束をしている。推理の最中に意識を失うが、目覚めた瞬間には真相に到達しており、これを境に解決編が始まるというのが毎回のテンプレとなっている。
国谷一力（くにやいちりき）
本作におけるワトソン役。推理小説マニア。実家が書店であることから、アイリから『くにや書房』と呼ばれている。

### 警察
餅谷万智（もちやまち）
並木警察署の刑事。書店『くにや書房』の常連。

### その他
黒澤真梨亜（くろさわまりあ）
7年前に謎の失踪を遂げた女子中学生。宇都宮アイリはかつて彼女を”先生”として慕っていた。

## 書誌情報
- 義元ゆういち『夢喰い探偵―宇都宮アイリの帰還―』〈講談社コミックス月刊マガジン〉全3巻
  1. 2015年12月17日発売[1]、ISBN 978-4-06-371499-9
  2. 2016年5月17日発売[2]、ISBN 978-4-06-392526-5
  3. 2016年10月17日発売[3]、ISBN 978-4-06-392552-4